# Cygnus (statek kosmiczny)

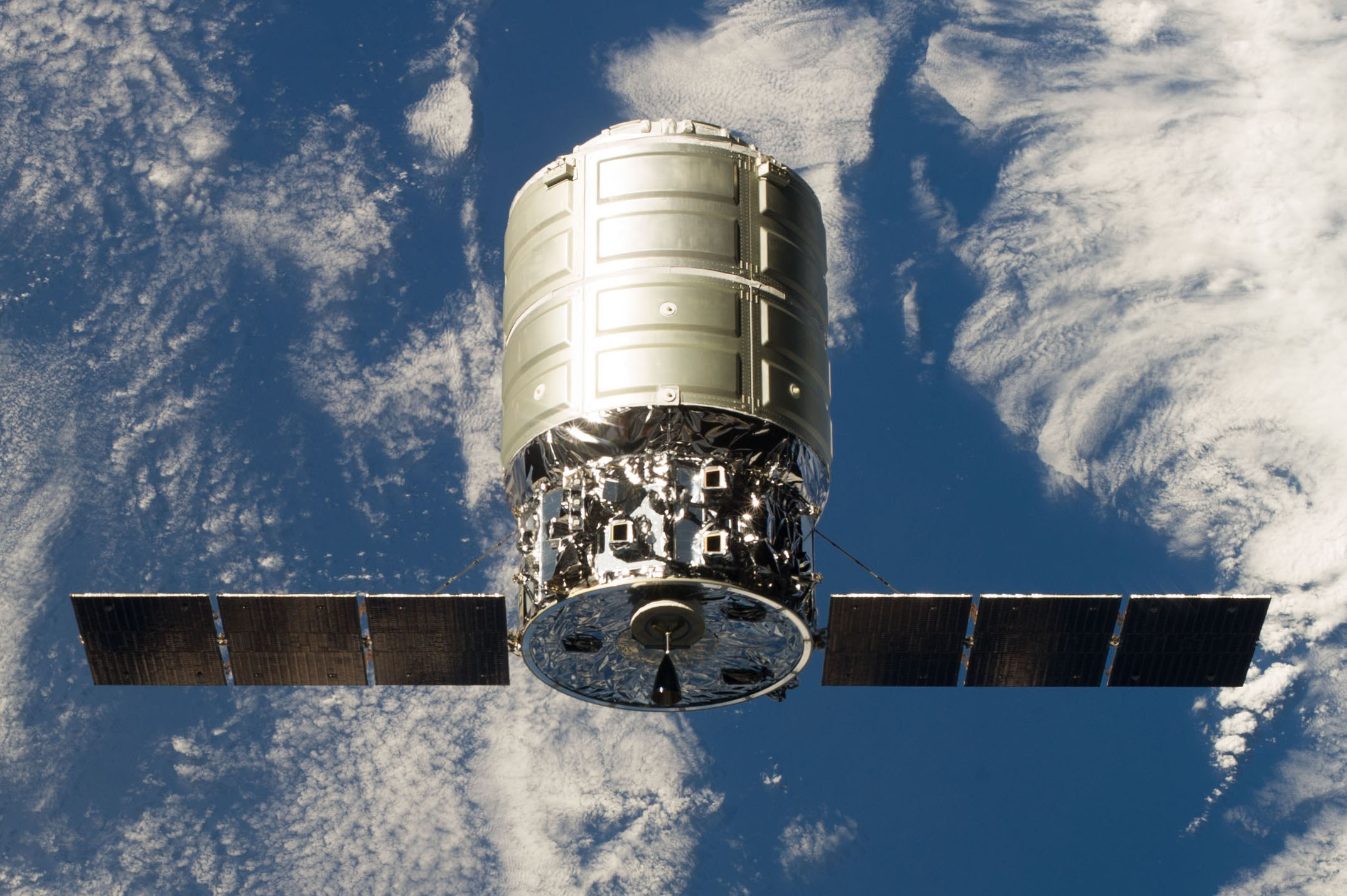
Standardowa wersja statku Cygnus przy podejściu do ISS (misja Orb-D1, 2013)

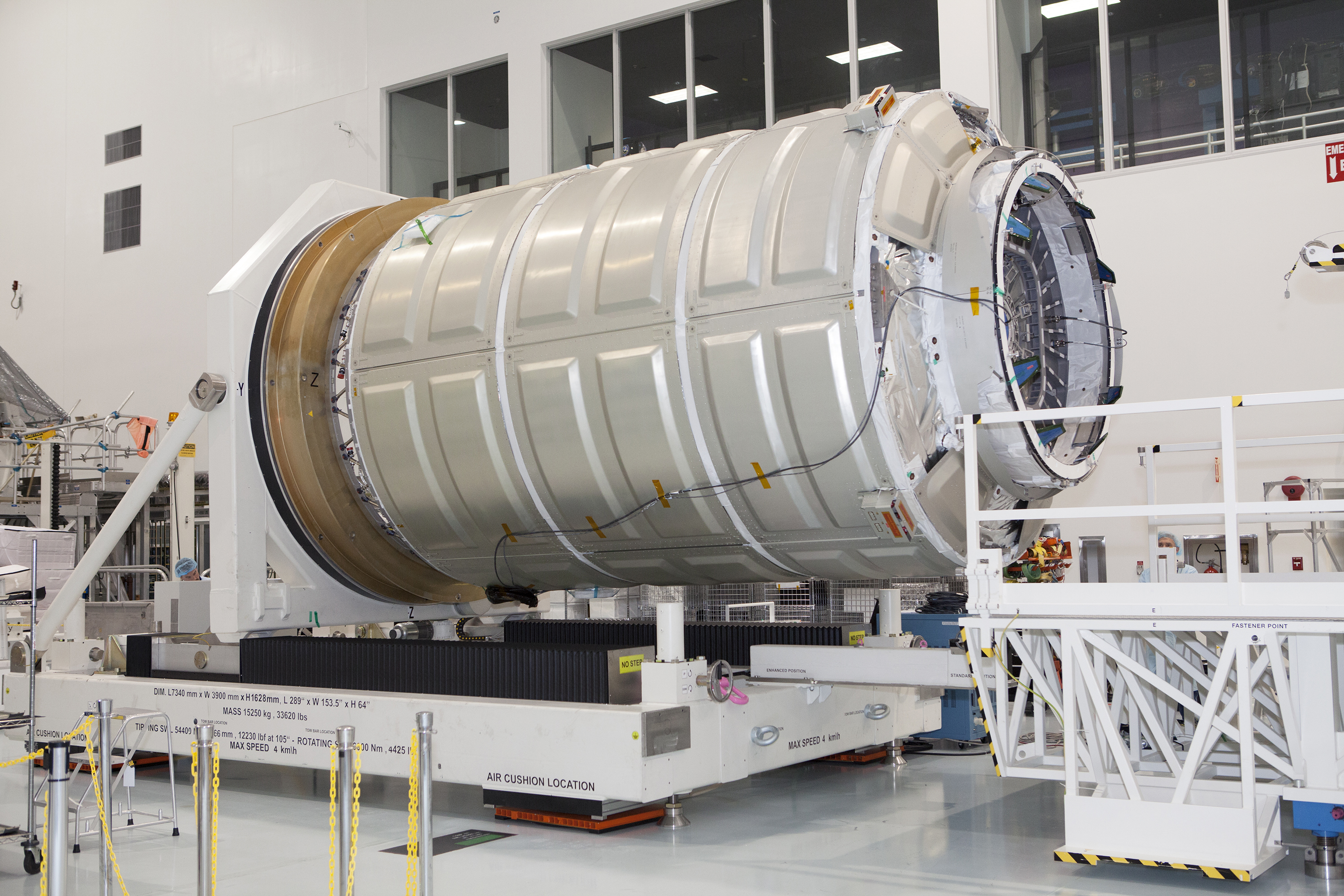
Powiększona wersja statku podczas przygotowań do startu (misja OA-4, 2015)

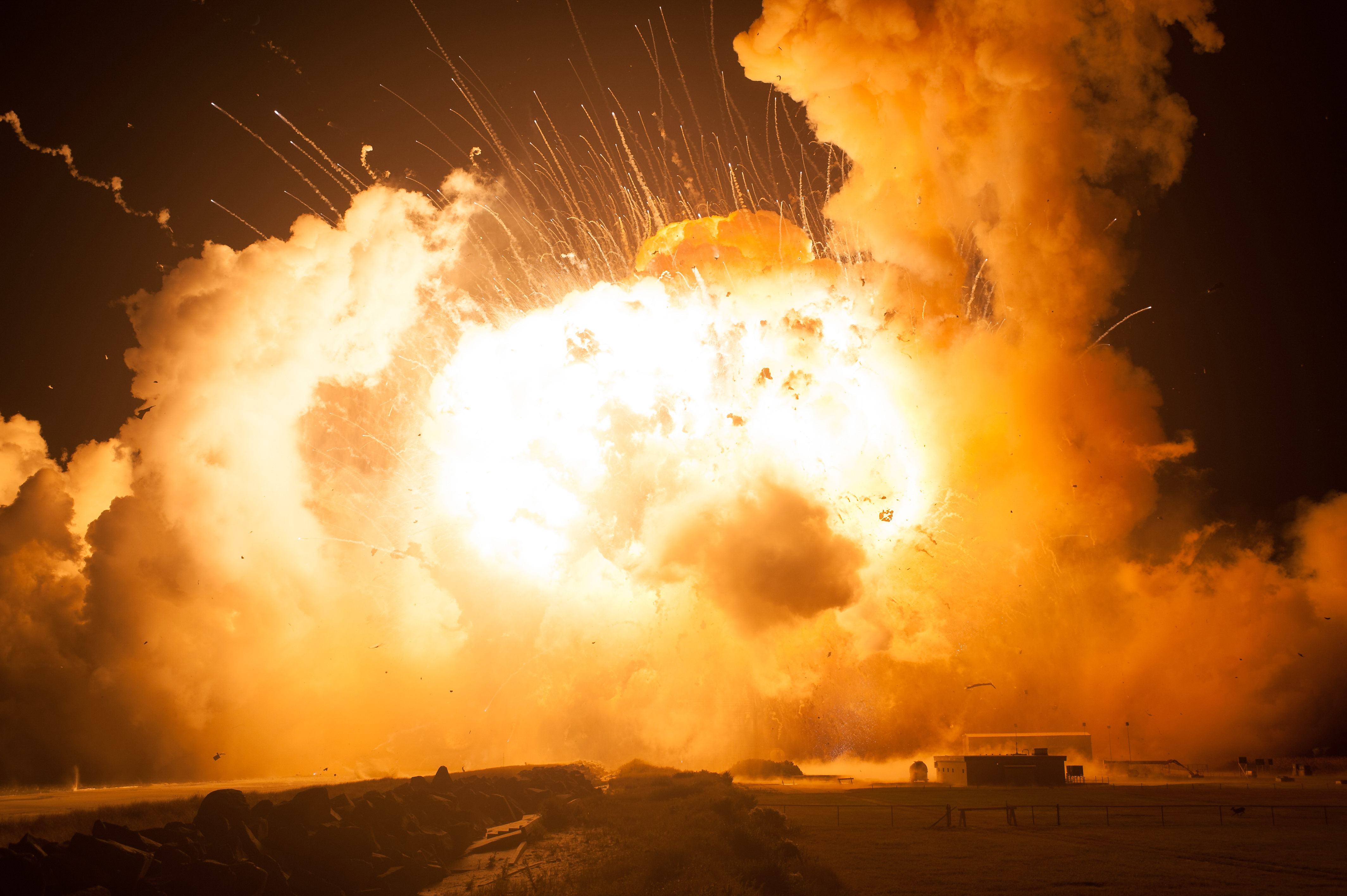
Katastrofa rakiety Antares 130 (28.10.2014)

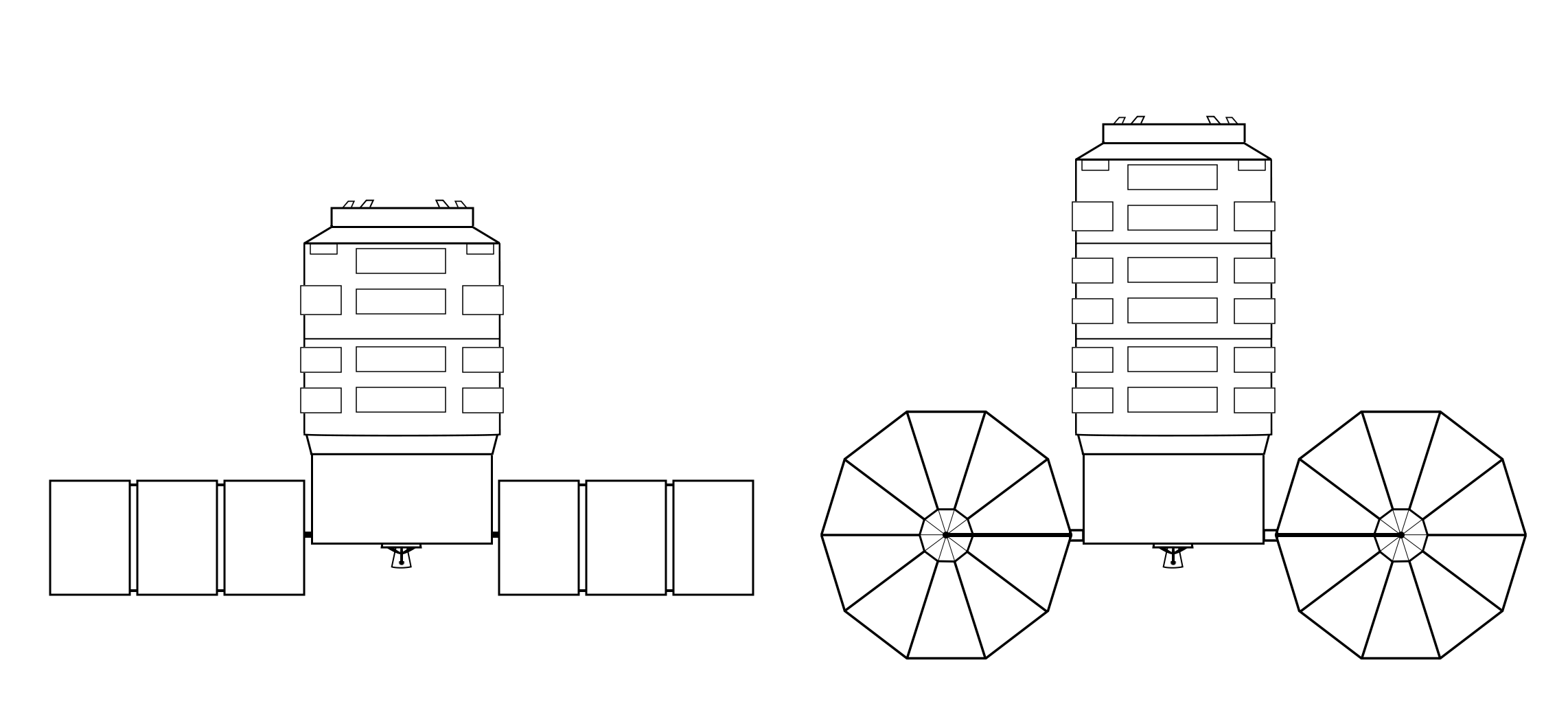
Statek Cygnus w wersjach standardowej i powiększonej

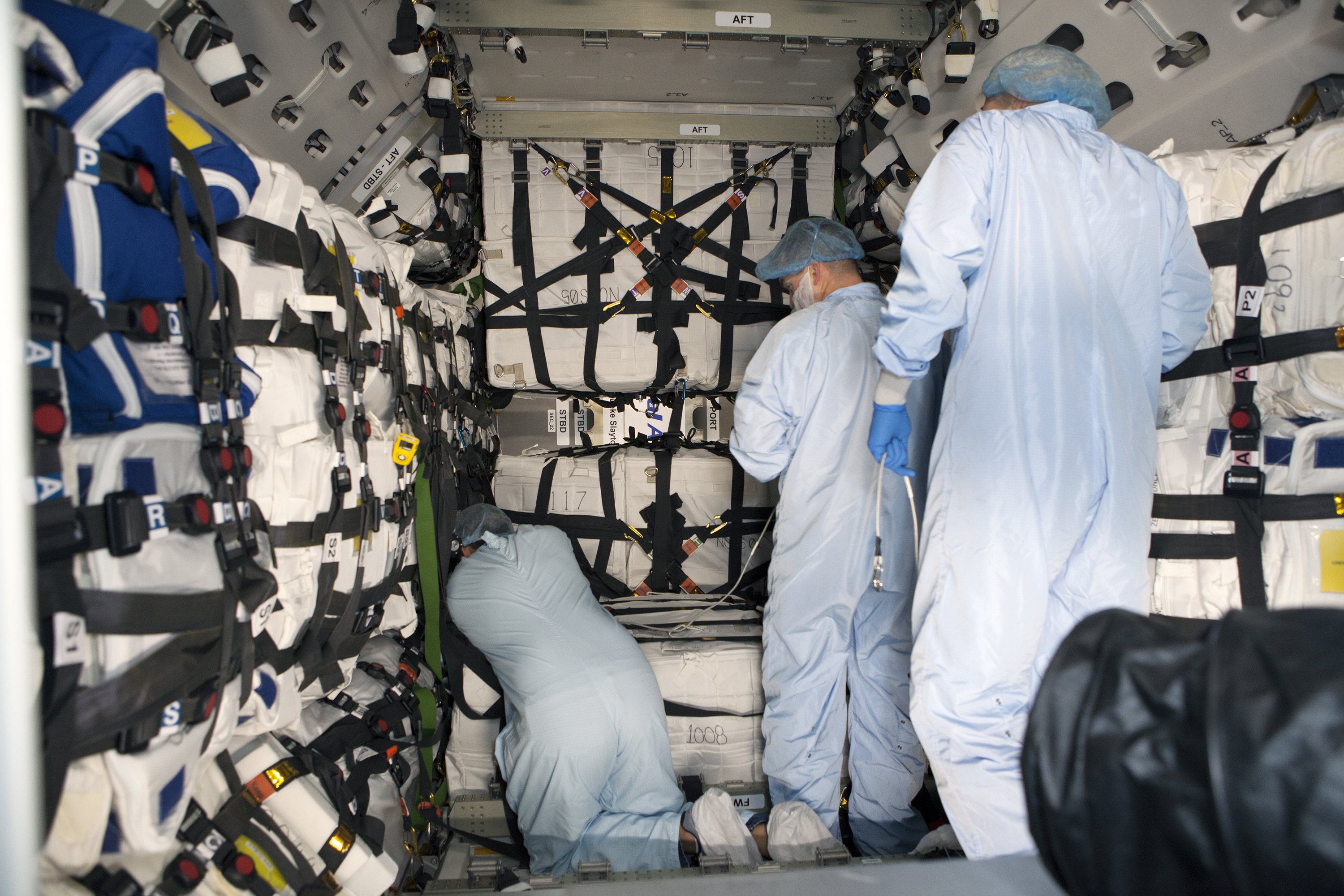
We wnętrzu statku CRS OA-4 (2015)

Cygnus – bezzałogowy, zaopatrzeniowy statek kosmiczny zaprojektowany i zbudowany przez Orbital ATK (dawniej Orbital Sciences Corporation) w ramach programu Commercial Orbital Transportation Services (COTS) ogłoszonego przez NASA. Jest on wykorzystywany do zaopatrywania Międzynarodowej Stacji Kosmicznej (ISS) w związku z zakończeniem w 2011 r. eksploatacji amerykańskich promów kosmicznych. Od sierpnia 2000 r. zaopatrywanie ISS w towary odbywa się regularnie za pomocą statków bezzałogowych, takich jak rosyjskie statki Progress, a także europejskie Automated Transfer Vehicle i japońskie H-II Transfer Vehicle, co pozwoliło na wygaszenie amerykańskiego programu załogowych promów kosmicznych. NASA przewiduje, że wykorzystanie prywatnych statków Cygnus i konkurencyjnych Dragon pozwoli na zmniejszenie uzależnienia się od zagranicznych środków transportu. 7 czerwca 2018 r. firma Orbital ATK została przejęta przez inną amerykańską firmę lotniczo-astroanutyczną Northrop Grumman jako jeden z jej działów, Northrop Grumman Innovation Systems.
W ramach programu COTS w 2006 r. NASA ogłosiła, że zwycięzcami konkursu na dostawy towarów do ISS zostały firmy Rocketplane Limited oraz SpaceX. Gdy okazało się, że Rocketplane nie będzie w stanie wywiązać się z zawartego kontraktu, został on w 2007 r. zerwany przez NASA, która ogłosiła 19 lutego 2008 r., że nowym zwycięzcą konkursu jest firma Orbital Sciences. 23 grudnia 2008 r. NASA zawarła kontrakt z Orbital Sciences na kwotę 1,9 mld USD, zakładający dostawę na ISS 20 ton towarów w ośmiu lotach w latach 2013-2016. W 2015 r. kontrakt poszerzono o jedną dodatkową misję
Pierwszy, próbny lot statku Cygnus początkowo planowano planowany na grudzień 2010, jednak realizacja programu uległa poważnemu opóźnieniu i pierwszego wystrzelenia dokonano dopiero 18 września 2013. Rakietą nośną była Antares, znana wcześniej pod nazwą Taurus II, skonstruowana również przez Orbital Sciences.
Duże zmiany i opóźnienia w programie wprowadziła katastrofa rakiety Antares 130, która miała miejsce 28 października 2014 r., w wyniku eksplozji silnika w 1. stopniu. W rakiecie eksplodował silnik AeroJet Rocketdyne AJ-26, który stanowi zmodernizowany, jeszcze poradziecki NK-33 z niedoszłej księżycowej rakiety N1. Po katastrofie Orbital zrezygnował z dalszego użytkowania tych silników decydując się na zamianę ich na rosyjskie silniki RD-181 w następnych modelach rakiety Antares. W okresie do ukończenia nowej wersji swojej rakiety Orbital będzie korzystał z rakiet Atlas V spółki United Launch Alliance (ULA).

## Konstrukcja
Statek Cygnus składa się z dwóch podstawowych modułów: serwisowego Service Module (SM) i towarowego Pressurized Cargo Module (PCM):
- człon serwisowy jest oparty na platformie STAR Bus do satelitów produkowanych przez Orbital Sciences oraz zawiera elementy pochodzące z sondy Dawn. Ma masę ok. 1,8 t.
- człon towarowy produkowany przez Thales Alenia Space oparty jest na konstrukcji hermetyzowanego modułu Multi-Purpose Logistics Module, który był dowożony do ISS w ładowniach promów kosmicznych STS. W pierwszych trzech lotach Cygnusa stosowano moduł w wersji standardowej, natomiast od czwartego lotu OA-4 będzie stosowany moduł w wersji powiększonej (enhanced).

Statek jest cumowany do ISS przy pomocy manipulatora Canadarm2 do modułu Harmony.

### Parametry
Parametry techniczne statków Cygnus:
| Parametr             | Cygnus – wersja standardowa | Cygnus – wersja powiększona         |
| -------------------- | --------------------------- | ----------------------------------- |
| Wysokość             | 3,66 m                      | 4,86 m                              |
| Średnica PCM         | 3,07 m                      | 3,07 m                              |
| Masa sucha           | 1,5 t                       | 1,8 t                               |
| Pojemność            | 18,9 m³                     | 27,0 m³                             |
| Ładunek              | 2,0 t                       | 3,5 t (Atlas V) 3,2 t (Antares 230) |
| Ładunek do usunięcia | 1,2 t                       | 1,2 t                               |

## Misje
Wykonane i planowane loty statków Cygnus:
| Nr | Data startu (UTC)              | Miejsce startu                         | Symbol misji | Nazwa własna statku / pełna nazwa misji            | Wariant     | Rakieta nośna | Status   | Uwagi |
| -- | ------------------------------ | -------------------------------------- | ------------ | -------------------------------------------------- | ----------- | ------------- | -------- | --- |
| 1  | 18 września 2013, 14:58        | Mid-Atlantic Regional Spaceport LP-0A  | Orb CRS-D1   | George David Low Orbital Sciences COTS Demo Flight | standardowy | Antares 110   | udana    | Pierwszy lot statku Cygnus; pierwsze zbliżenie do ISS; pierwsze dokowanie do ISS; drugi lot rakiety Antares. Dokowanie do ISS zostało opóźnione z powodu problemów z komputerem |
| 2  | 9 stycznia 2014, 18:07:05      | Mid-Atlantic Regional Spaceport LP-0A  | Orb CRS-1    | C. Gordon Fullerton Orbital Sciences CRS Flight 1  | standardowy | Antares 120   | udana    | Pierwszy lot Cygnusa w ramach Commercial Resupply Service (CRS); pierwszy lot rakiety Antares z wykorzystaniem członu Castor 30B                                                |
| 3  | 13 lipca 2014, 16:52:14        | Mid-Atlantic Regional Spaceport LP-0A  | Orb CRS-2    | Janice Voss Orbital Sciences CRS Flight 2          | standardowy | Antares 120   | udana    | [ 11 ] |
| 4  | 28 października 2014, 22:22:38 | Mid-Atlantic Regional Spaceport LP-0A  | Orb CRS-3    | Deke Slayton Orbital Sciences CRS Flight 3         | standardowy | Antares 130   | nieudana | Eksplozja rakiety nośnej 14 sekund po starcie |
| 5  | 6 grudnia 2015, 21:44:57       | Cape Canaveral, SLC-41                 | OA CRS-4     | Deke Slayton II Orbital ATK CRS Flight 4           | powiększony | Atlas V 401   | udana    | Pierwsza misja powiększonej wersji statku Cygnus |
| 6  | 23 marca 2016, 03:05:52        | Cape Canaveral, SLC-41                 | OA CRS-6     | Rick Husband Orbital ATK CRS Flight 6              | powiększony | Atlas V 401   | udana    | [ 14 ] |
| 7  | 17 października 2016, 23:45:36 | Mid-Atlantic Regional Spaceport, LP-0A | OA CRS-5     | Alan Poindexter Orbital ATK CRS Flight 5           | powiększony | Antares 230   | udana    | Pierwszy lot konfiguracji Antares 230 |
| 8  | 18 kwietnia 2017, 15:11:26     | Cape Canaveral, SLC-41                 | OA CRS-7     | John Glenn Orbital ATK CRS Flight 7                | powiększony | Atlas V 401   | udana    | [ 16 ] |
| 9  | 12 listopada 2017, 12:19:51    | Mid-Atlantic Regional Spaceport LP-0A  | OA CRS-8     | Eugene Cernan Orbital ATK CRS Flight 8             | powiększony | Antares 230   | udana    | [ 16 ] |
| 10 | 21 maja 2018, 08:44:06         | Mid-Atlantic Regional Spaceport LP-0A  | OA CRS-9     | J.R. Thompson Orbital ATK CRS Flight 9             | powiększony | Antares 230   | udana    | [ 16 ] |
| 11 | 17 listopada 2018, 09:01:31    | Mid-Atlantic Regional Spaceport LP-0A  | NG-10        | John Young Northrop Grumman CRS Flight 10          | powiększony | Antares 230   | udana    | [ 16 ] |
| 12 | 17 kwietnia 2019, 20:46:07     | Mid-Atlantic Regional Spaceport LP-0A  | NG-11        | Roger Chaffee Northrop Grumman CRS Flight 11       | powiększony | Antares 230   | udana    | [ 17 ] |
| 13 | 2 listopada 2019, 13:59:47     | Mid-Atlantic Regional Spaceport LP-0A  | NG-12        | Alan Bean Northrop Grumman CRS Flight 12           | powiększony | Antares 230+  | udana    | Pierwszy lot zmodyfikowanej rakiety Antares umożliwiającej wyniesienie na niską orbitę ziemską ładunku o masie o 800 kg większej od standardowej wersji 230.                    |
| 14 | 15 lutego 2020, 20:21:04       | Mid-Atlantic Regional Spaceport LP-0A  | NG-13        | Robert Lawrence Jr. Northrop Grumman CRS Flight 13 | powiększony | Antares 230+  | udana    | [ 19 ] |
| 15 | 3 października 2020, 01:16:14  | Mid-Atlantic Regional Spaceport LP-0A  | NG-14        | Kalpana Chawla Northrop Grumman CRS Flight 14      | powiększony | Antares 230+  | udana    | [ 20 ] |
| 16 | 20 lutego 2021, 17:36:50       | Mid-Atlantic Regional Spaceport LP-0A  | NG-15        | Katherine Johnson Northrop Grumman CRS Flight 15   | powiększony | Antares 230+  | udana    | |

### Inne bezzałogowe statki zaopatrzeniowe MSK (ISS)
- Progress – rosyjski statek dostawczy
- Automated Transfer Vehicle (ATV) – statek zaopatrzeniowy ESA
- H-II Transfer Vehicle (HTV) – japoński statek zaopatrzeniowy
- Dragon – statek zaopatrzeniowy prywatnego przedsiębiorstwa SpaceX